# Wilhelm Rohwedder

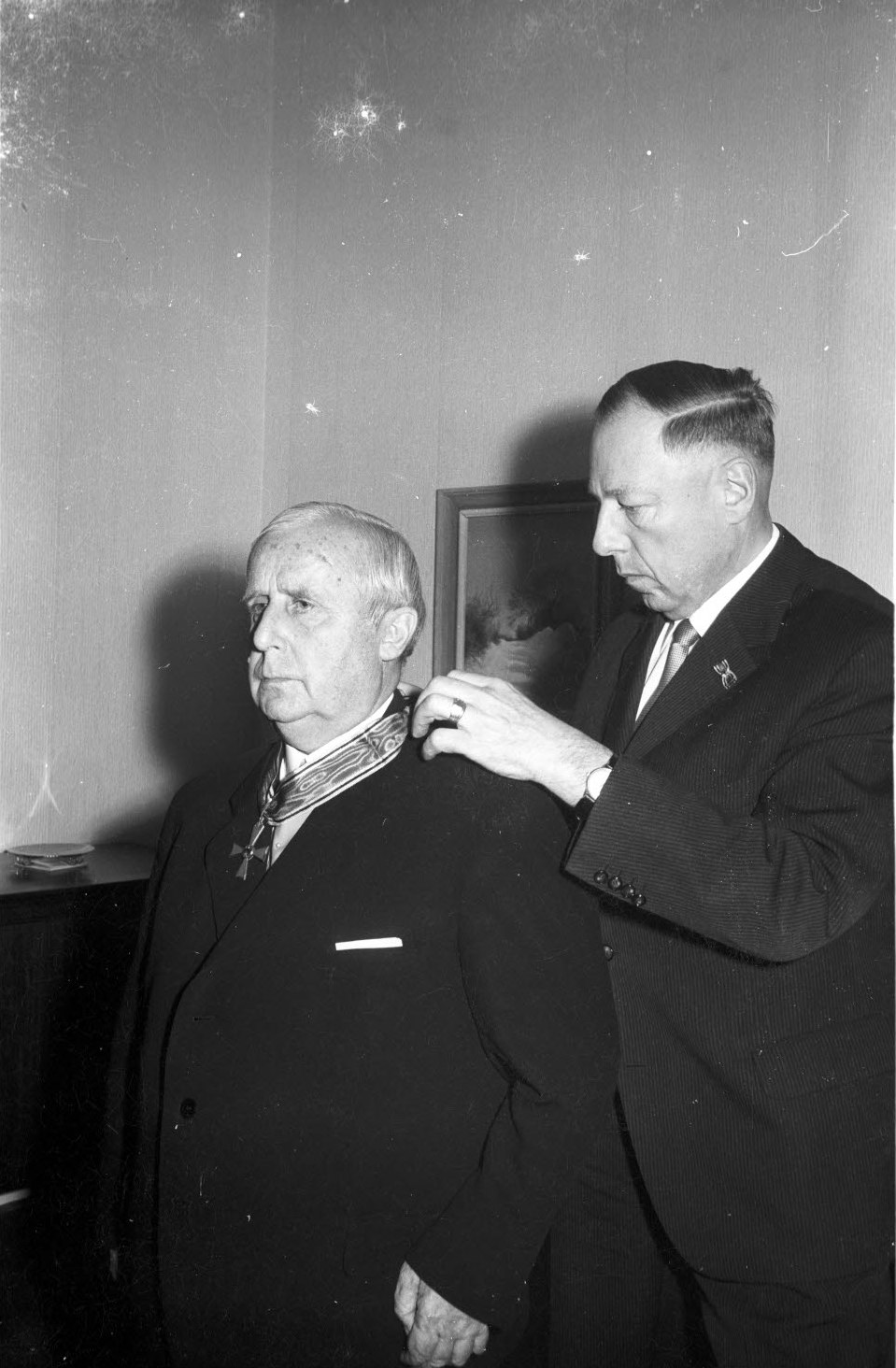
Wilhelm Rohwedder

Wilhelm Rohwedder (* 24. August 1898 in Großkönigsförde; † 3. März 1987) war ein deutscher Politiker (CDU). Er war von 1958 bis 1971 Abgeordneter im Landtag von Schleswig-Holstein.

## Ausbildung und Beruf
Nachdem er das Gymnasium mit dem Abitur abgeschlossen hatte, absolvierte Rohwedder eine landwirtschaftliche Lehre und studierte an der Landwirtschaftlichen Hochschule Berlin. Er machte den Abschluss zum Diplom-Landwirt und wurde anschließend zum Doktor der Agrarwissenschaft promoviert. Er war als selbstständiger Landwirt in Beusloe tätig.

## Politik
In der NS-Zeit war Rohwedder Mitglied der Nationalsozialistischen Volkswohlfahrt (NSV), Fördermitglied der Schutzstaffel (SS) und ab 1938 Mitglied im Reichskolonialbund. Außerdem war er Ortsbauernvorsteher in Merkendorf und Bezirksbauernvorsteher in Schashagen.
Rohwedder war won 1950 bis 1964 Landrat des Kreises Oldenburg. Bei den Landtagswahlen 1958, 1962 und 1967 wurde Rohwedder jeweils im Wahlkreis 31 (Oldenburg) als Direktkandidat der CDU in den schleswig-holsteinischen Landtag gewählt. Er war Abgeordneter vom 10. Oktober 1958 bis zum 15. Mai 1971. Im Landtag war er Mitglied des Ausschusses für Arbeit und Aufbau, im Agrar- sowie im Innenausschuss. Im Verkehrsausschuss war er zeitweise Vorsitzender.
Er nahm am 1. Juli 1964 an der vierten Bundesversammlung teil, bei der Heinrich Lübke zum Bundespräsidenten gewählt wurde.
Rohwedder wurde 1964 mit dem Großen Verdienstkreuz der Bundesrepublik Deutschland ausgezeichnet.